# 大業書店
大業書店為臺灣高雄市的出版社兼書店，成立於1953年，並於1969年停業。該書店是1950至1960年代臺灣重要的文藝出版社，尤其在南臺灣地區頗負盛名。

## 歷史
大業書店由陳暉創立於1953年，最初設於高雄市鹽埕區大勇路72號，後遷至五福四路。來臺之前，陳暉曾在上海的文藝出版社工作，與著名作家巴金共事，因此有豐富的文藝出版經驗。大業書店由陳暉夫妻共同經營，兩人身兼多職，包括發行人、編輯、業務、店員等。公司僅僱用一名員工負責送書。即使規模不大，大業書店仍成為當時臺灣重要的文藝出版社。書店於1969年結束營業，主因為圖書市場衰退、作家合作困難、房租成本高昂。

## 出版作品
大業書店出版了眾多重要文學著作，包括：
- 司馬中原《荒原》
- 郭良蕙《心鎖》
- 李魁賢譯，卡夫卡《審判》
- 葉笛譯，石原慎太郎《太陽的季節》
- 葉泥《里爾克及其作品》
- 洛夫《詩人之鏡》
- 張默、洛夫、瘂弦主編《六十年代詩選》、《七十年代詩選》、《中國現代詩論選》
- 許達然《遠方》、《含淚的微笑》
- 李尼譯，安德烈・紀德選集
- 《世界小說精選》

## 爭議
大業書店曾出版郭良蕙的《心鎖》而引發爭議。該書因其大膽描寫性愛場景而在當時保守的臺灣社會引起轟動，被列為禁書長達26年。

## 貢獻
大業書店翻譯和出版西方文學經典名著，發掘、支持了多位臺灣新作家，並且推出多個叢書系列：「今日文叢」推出三輯、共三十冊，包括小說、散文、詩集等，而作者有王書川、張秀亞、彭邦楨、艾雯、墨人、紀弦等；「長篇小說叢刊」出版近六十種，作者包括蕭傳文、郭嗣汾、高陽、孟瑤、司馬中原、郭良蕙等；「當代中國小說叢刊」由司馬中原主編，採用四十開本的口袋書形式，收錄朱西甯、段彩華等人的短篇小說集；「大業現代文學叢書」由洛夫、張默主編，內容為譯作、詩論、詩人研究。大業書店在資源相對匱乏的南臺灣有重要文化影響。